# Марктбрайт
Марктбрайт (нім. Marktbreit) — місто в Німеччині, розташоване в землі Баварія. Підпорядковується адміністративному округу Нижня Франконія. Входить до складу району Кітцинген. Центр об'єднання громад Марктбрайт.
Площа — 20,15 км2. Населення становить 3973 ос. (станом на 31 грудня 2020).

## Галерея

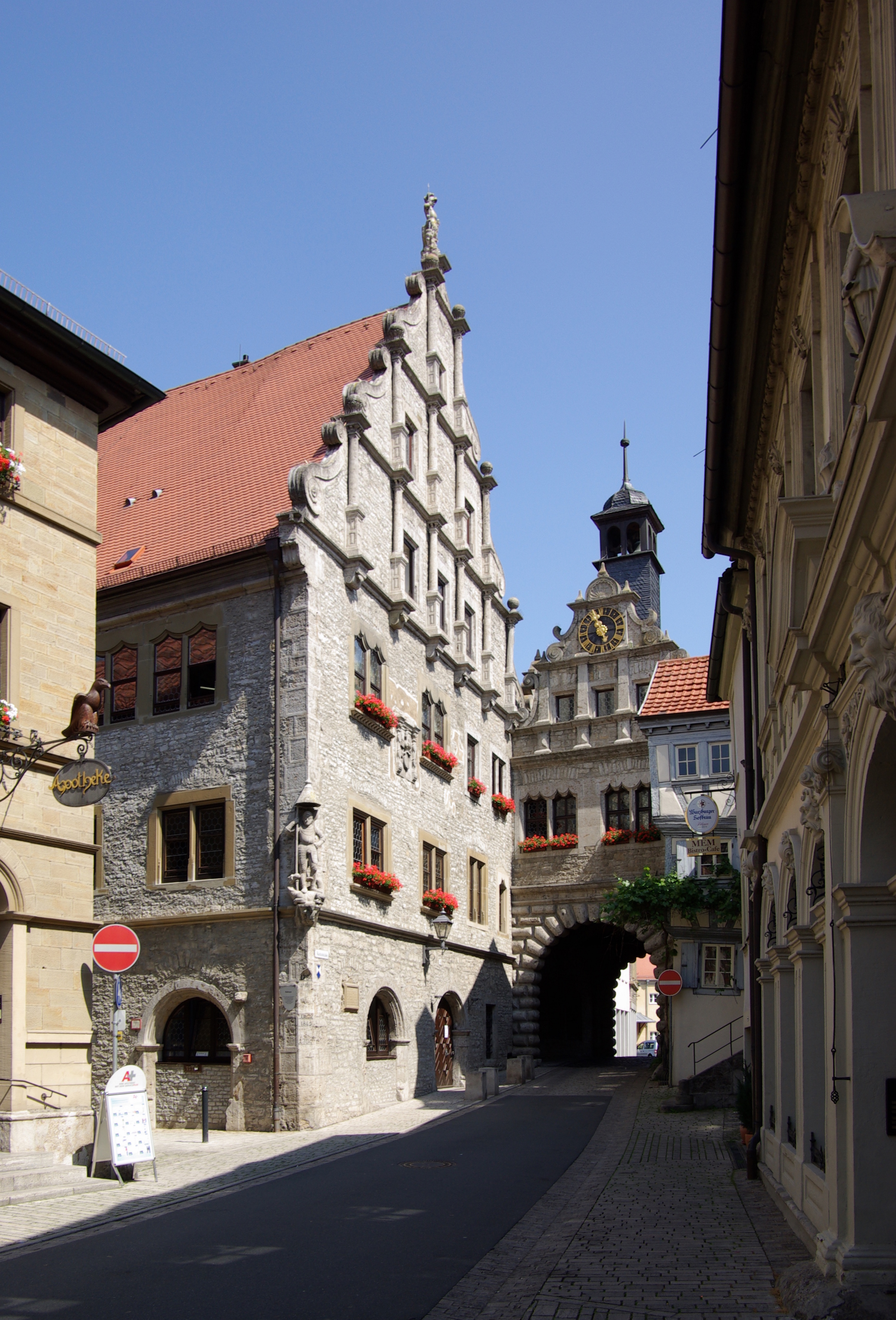
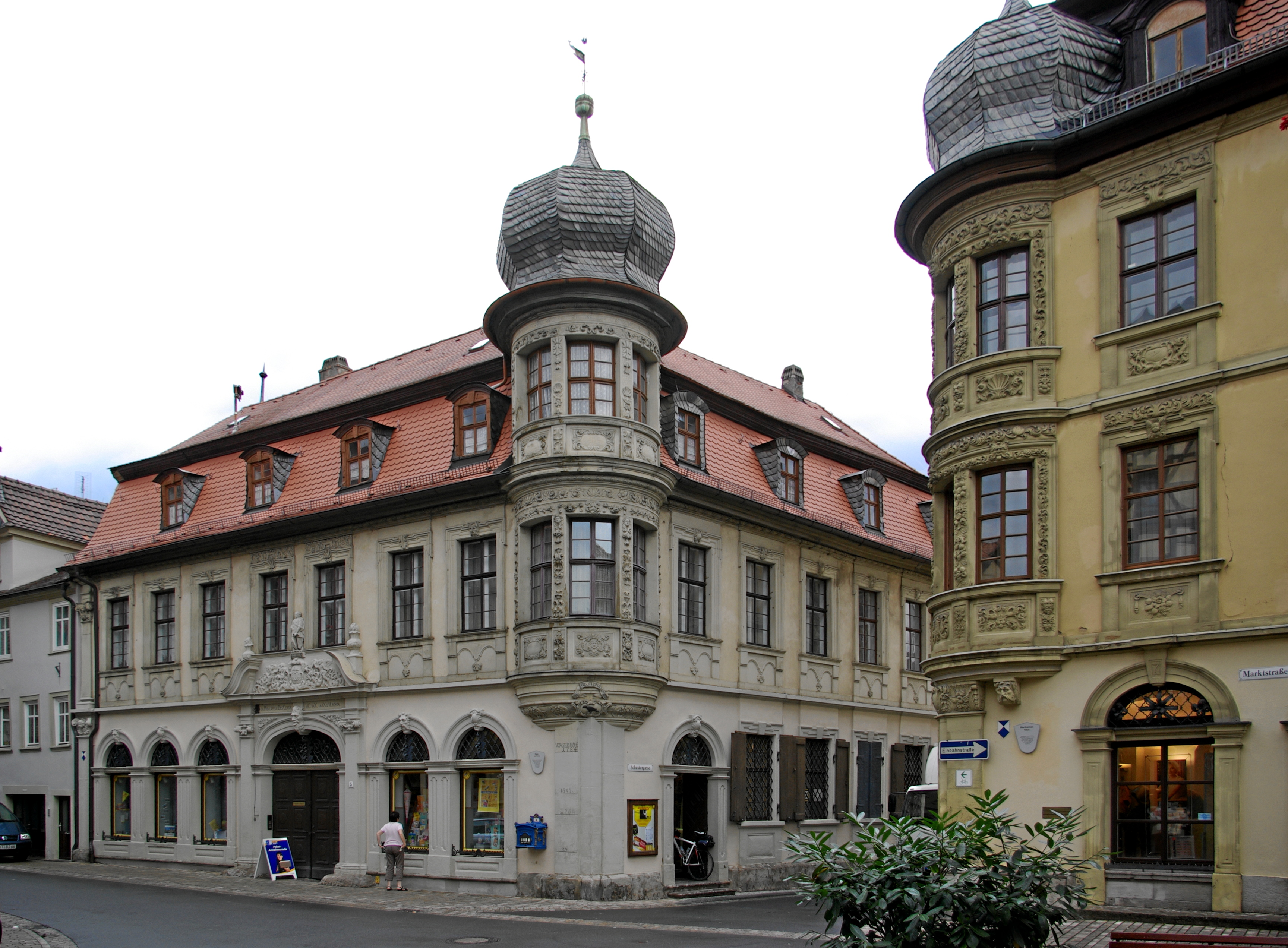
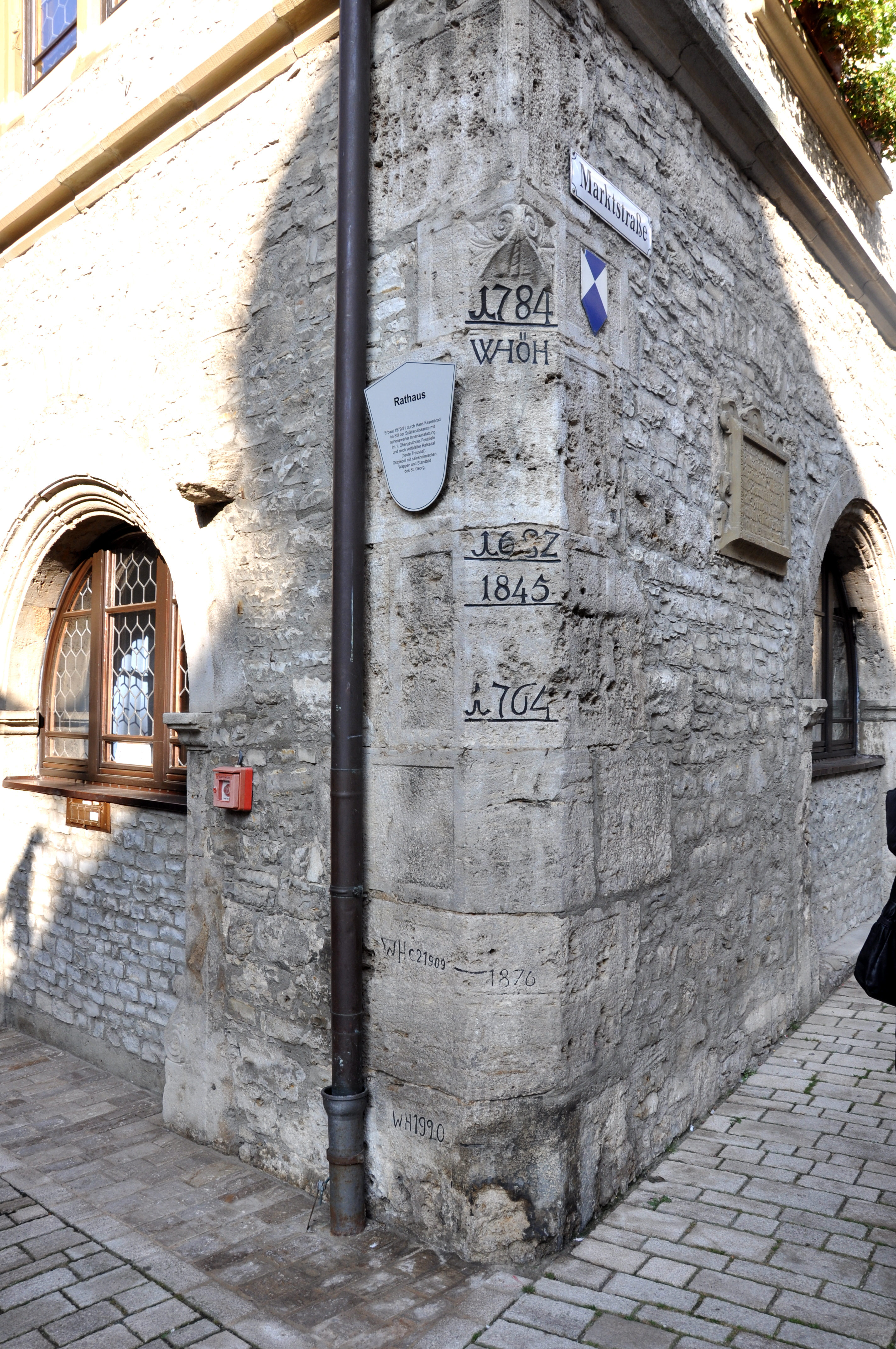
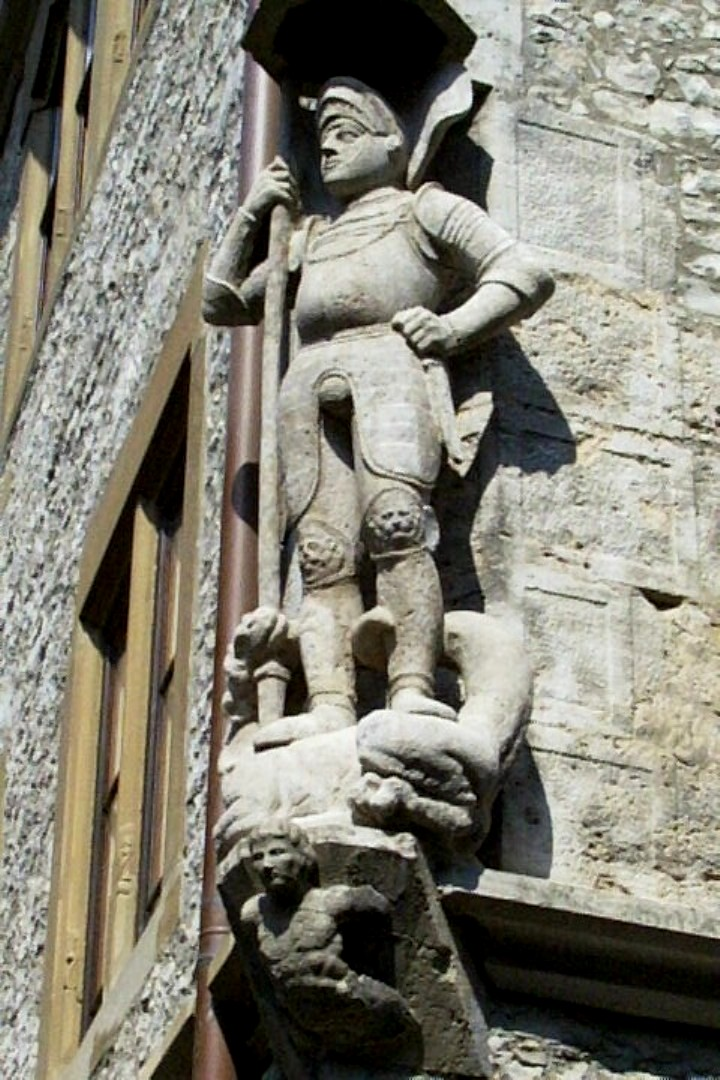
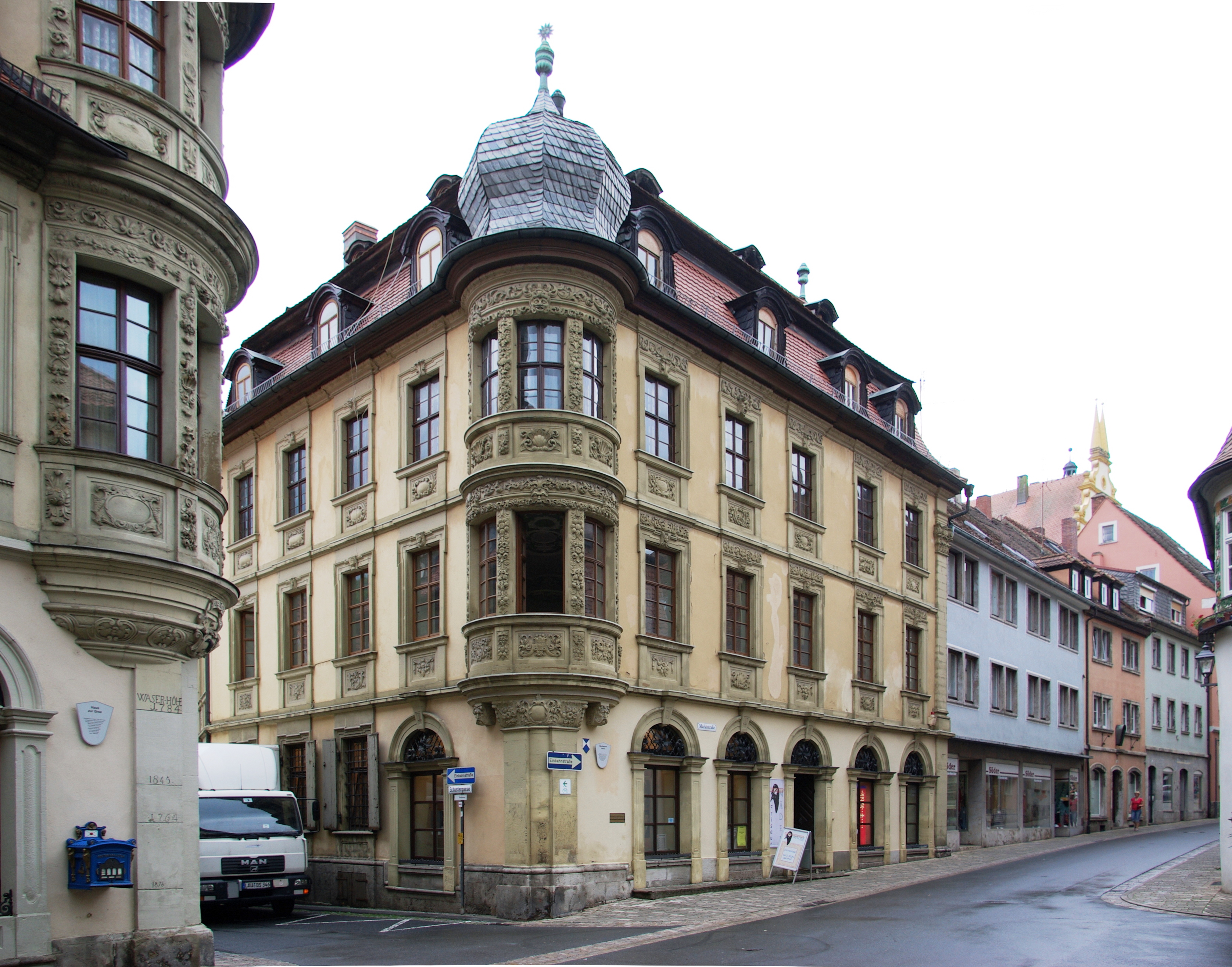
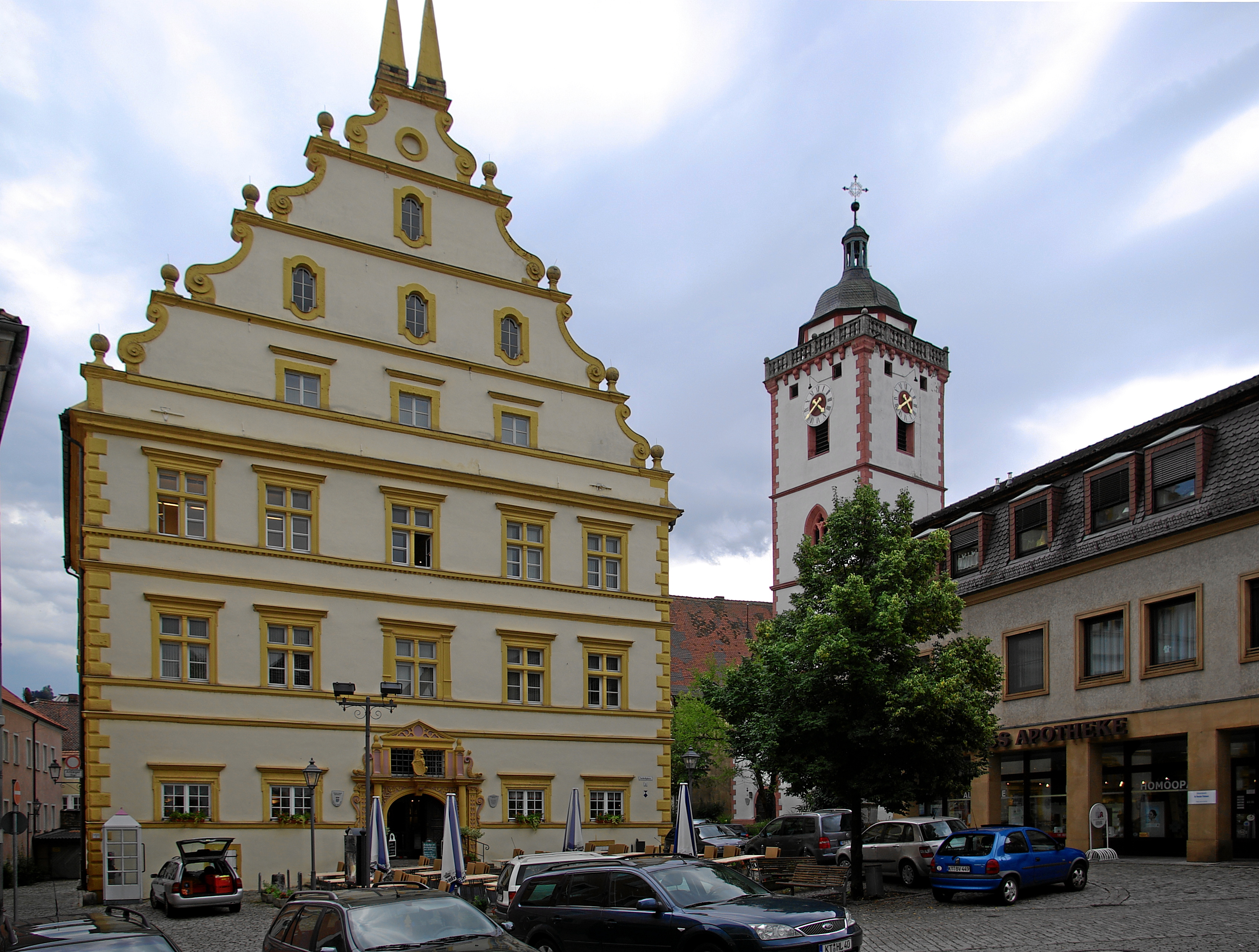